# Halsey (Nebraska)
Halsey – wieś w Stanach Zjednoczonych, w stanie Nebraska, w hrabstwie Blaine.